# Белогородка (Ровненская область)
Белогоро́дка (укр. Білогородка) — село в Вербской сельской общине Дубенского района Ровненской области Украины.
Население по переписи 2001 года составляло 499 человек. Почтовый индекс — 35670. Телефонный код — 3656. Код КОАТУУ — 5621681202.